# Orgel der Schlosskapelle von Versailles
Die Orgel der Schlosskapelle von Versailles ist in Form einer Altarorgel erbaut. Das Instrument steht oberhalb des Hochaltars. Es handelt sich dabei weitgehend um einen Nachbau des in den Jahren 1709–1710 von Robert Clicquot und Julien Tribuot erbauten Instruments. Das Instrument verfügt über 35 Register, die auf vier Manuale und Pedal verteilt sind.

## Geschichte
Zur Fertigstellung der fünften Kapelle von Versailles beauftragte Ludwig XIV. die Orgelbauer Robert Clicquot und Julien Tribuot mit dem Bau einer Orgel. Das Orgelgehäuse wurde von dem Architekten der Kapelle Jules Hardouin-Mansart und von Robert de Cotte geplant und entworfen.

Am 8. Juni 1710 wurde die Orgel durch den königlichen Organisten Jean-Baptiste Buterne eingeweiht.
Das Instrument überstand die Wirren der französischen Revolution, wurde allerdings stark beschädigt und war zur Zeit Louis-Philippes nur noch eingeschränkt spielbar. 1871 baute der Orgelbauer Aristide Cavaillé-Coll ein neues Orgelwerk; das Pfeifenwerk der Clicquot-Orgel verwendete er sorgsam wieder für eine andere Kapelle des Schlosses. Da das Cavaillé-Coll-Werk 1938 nicht mehr dem neo-klassischen Zeitgeschmack entsprach, transferierte man das Instrument in eine bretonische Kirche und beauftragte Victor Gonzalez mit dem Bau einer neuen Orgel im zeitgenössischen Stil der orgue néoclassique.
Als in den 1990er Jahren die Restaurierung der Kapelle anstand, wurden auch Überlegungen zum Baukonzept der Orgel angestellt. Man entschied sich für einen Nachbau der Clicquot-Orgel, d. h. einer klassisch französischen Barockorgel, mit 34 Registern auf vier Manualen und Pedal durch Jean Loup Boisseau und Bertrand Cattiaux. Im heutigen Orgelwerk wurden etwa zwei Prozent des historischen Materials der ersten Clicquot-Orgel wiederverwendet. Der alte Spielschrank war noch erhalten und wurde originalgetreu rekonstruiert.

## Gestaltung des Gehäuses

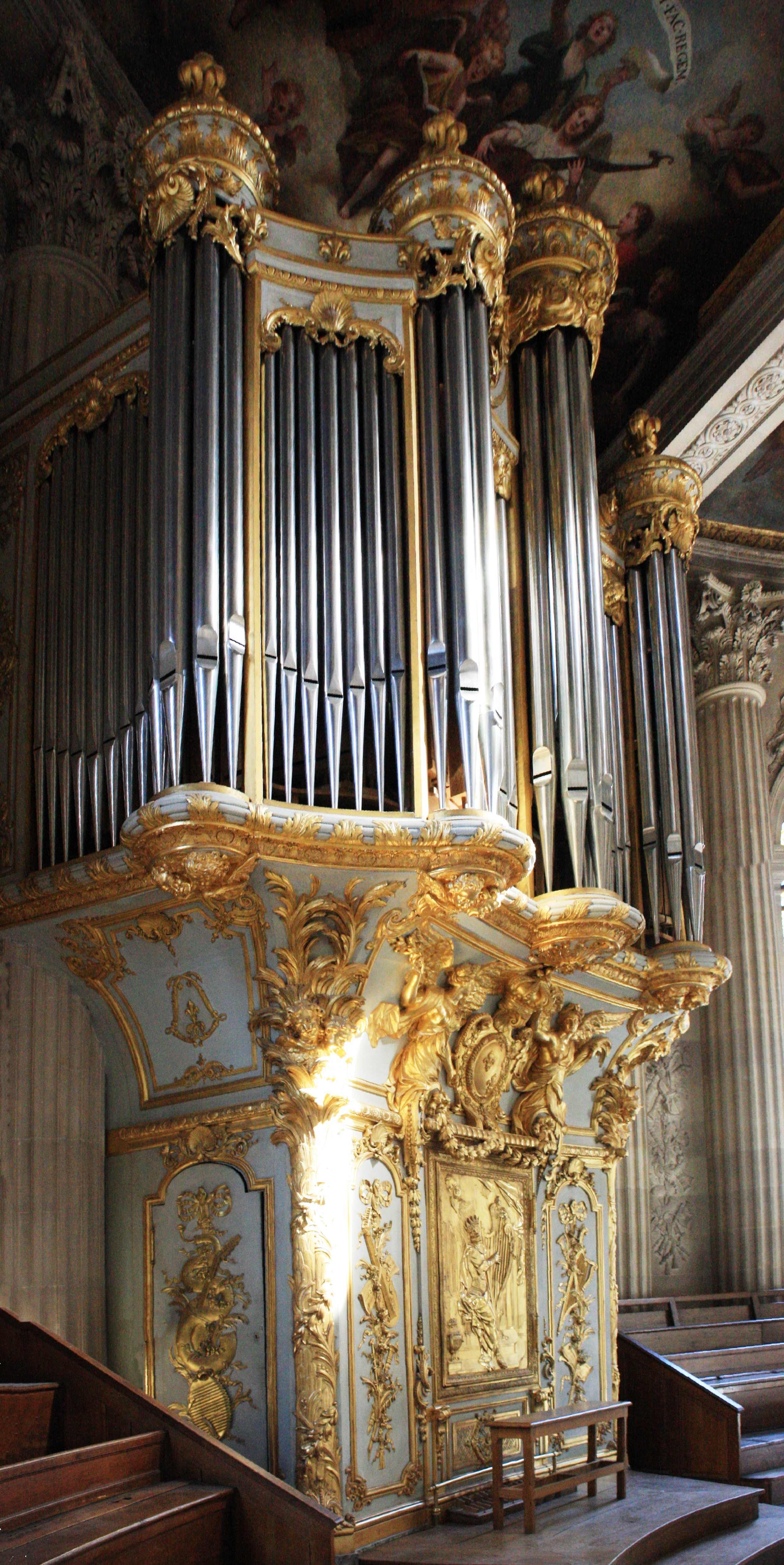
Seitenansicht

Das Instrument ist in Form einer Altarorgel konzipiert und verdeckt das große Altarfenster.

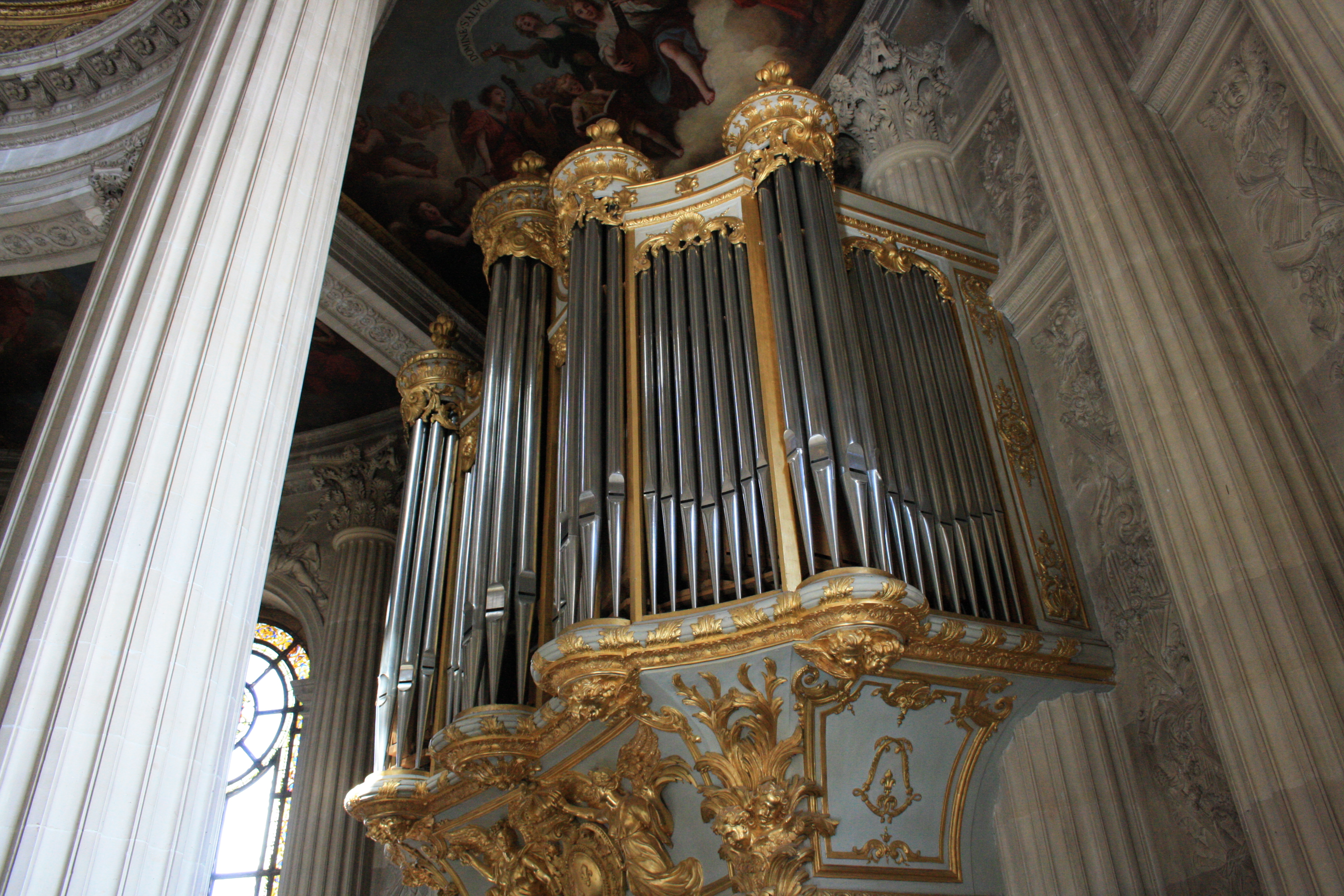
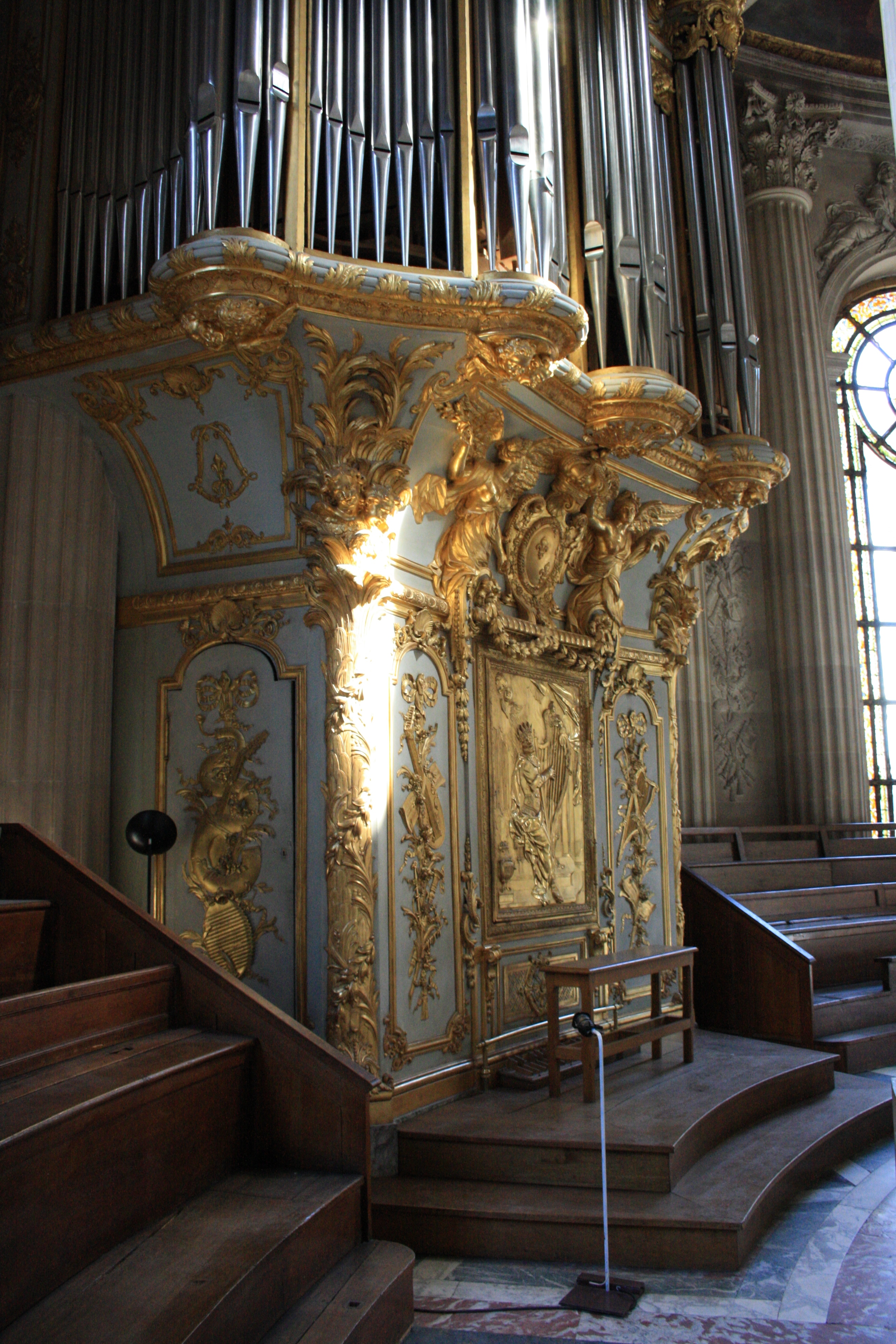
Spielanlage im Untergehäuse
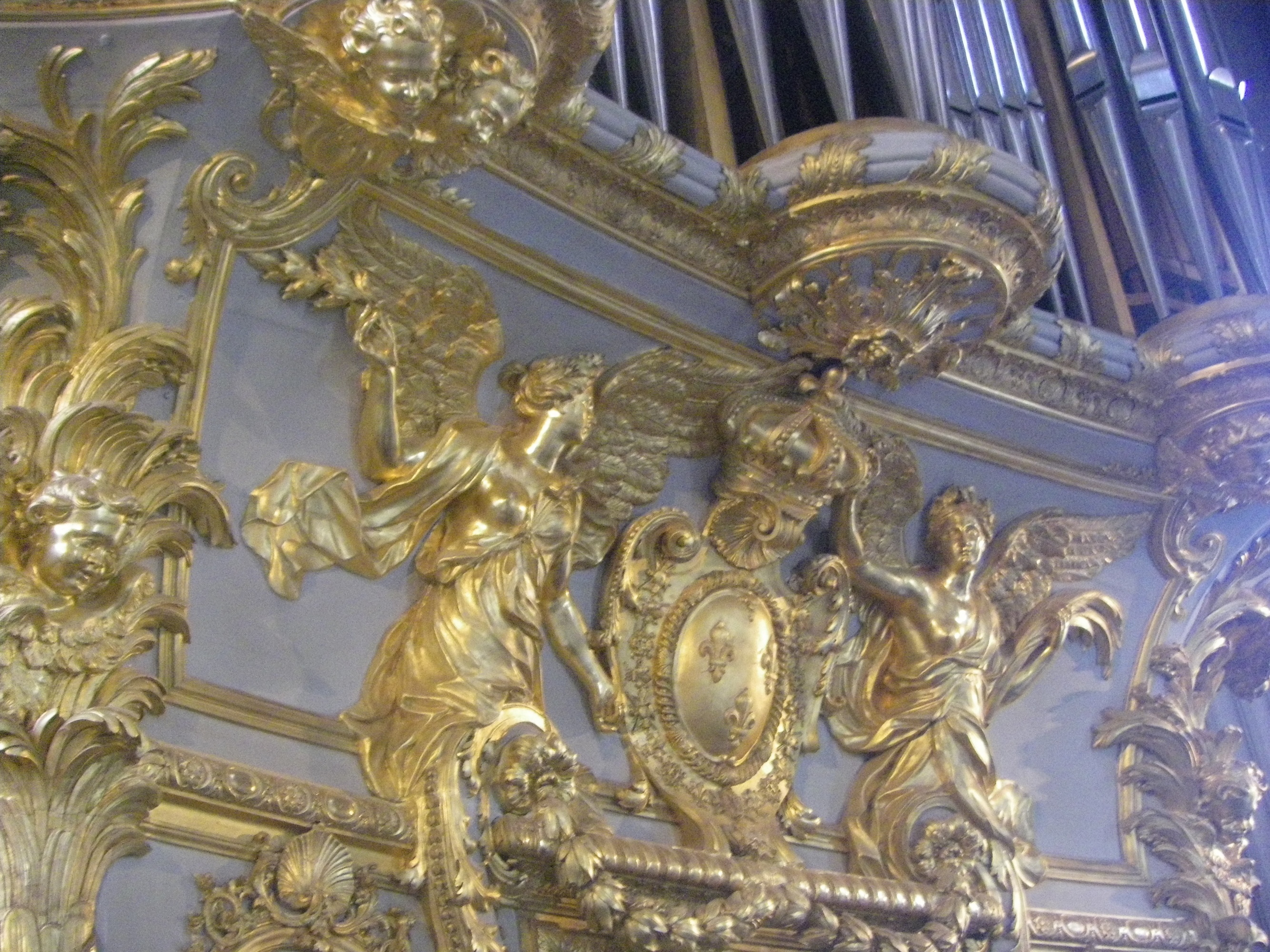
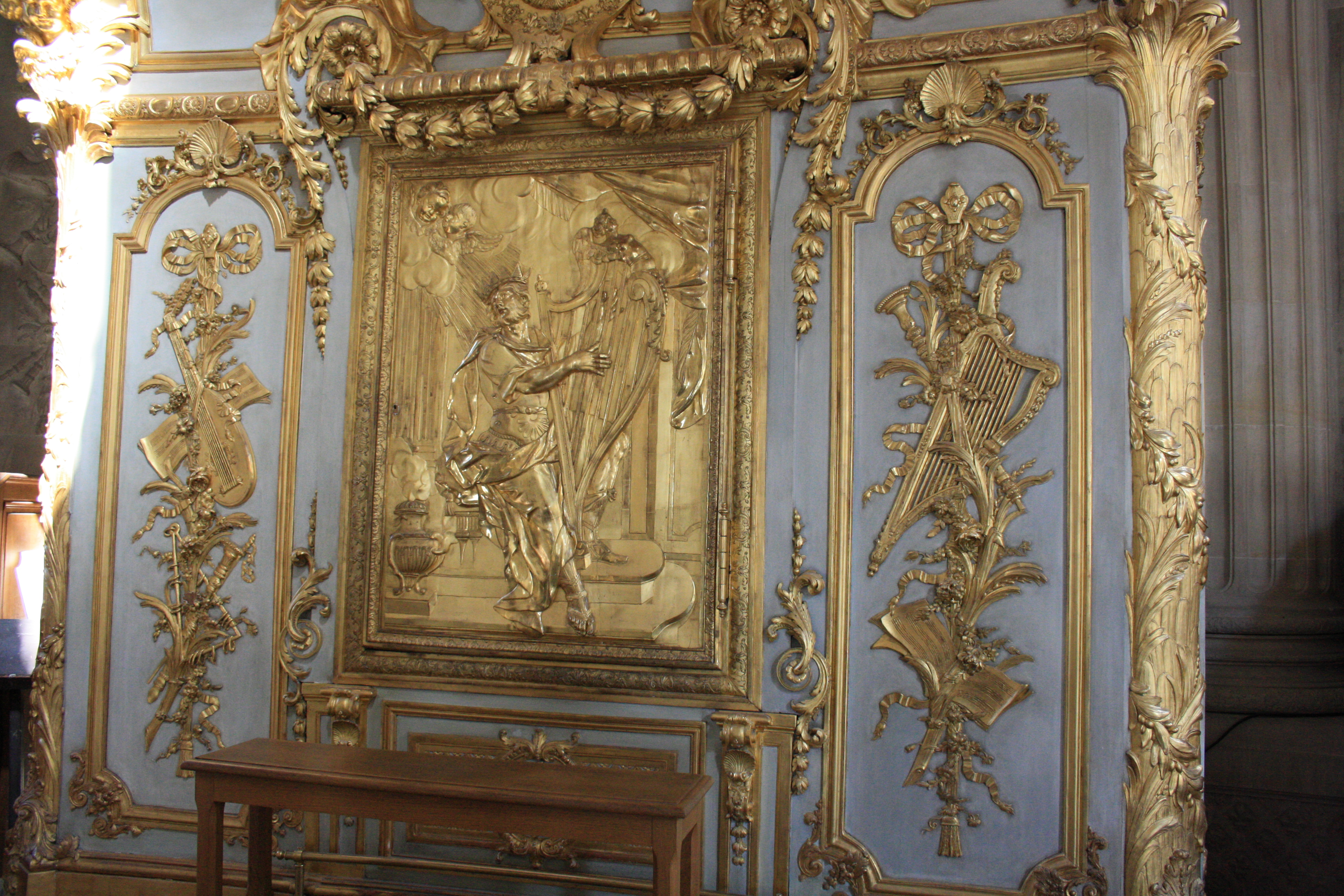
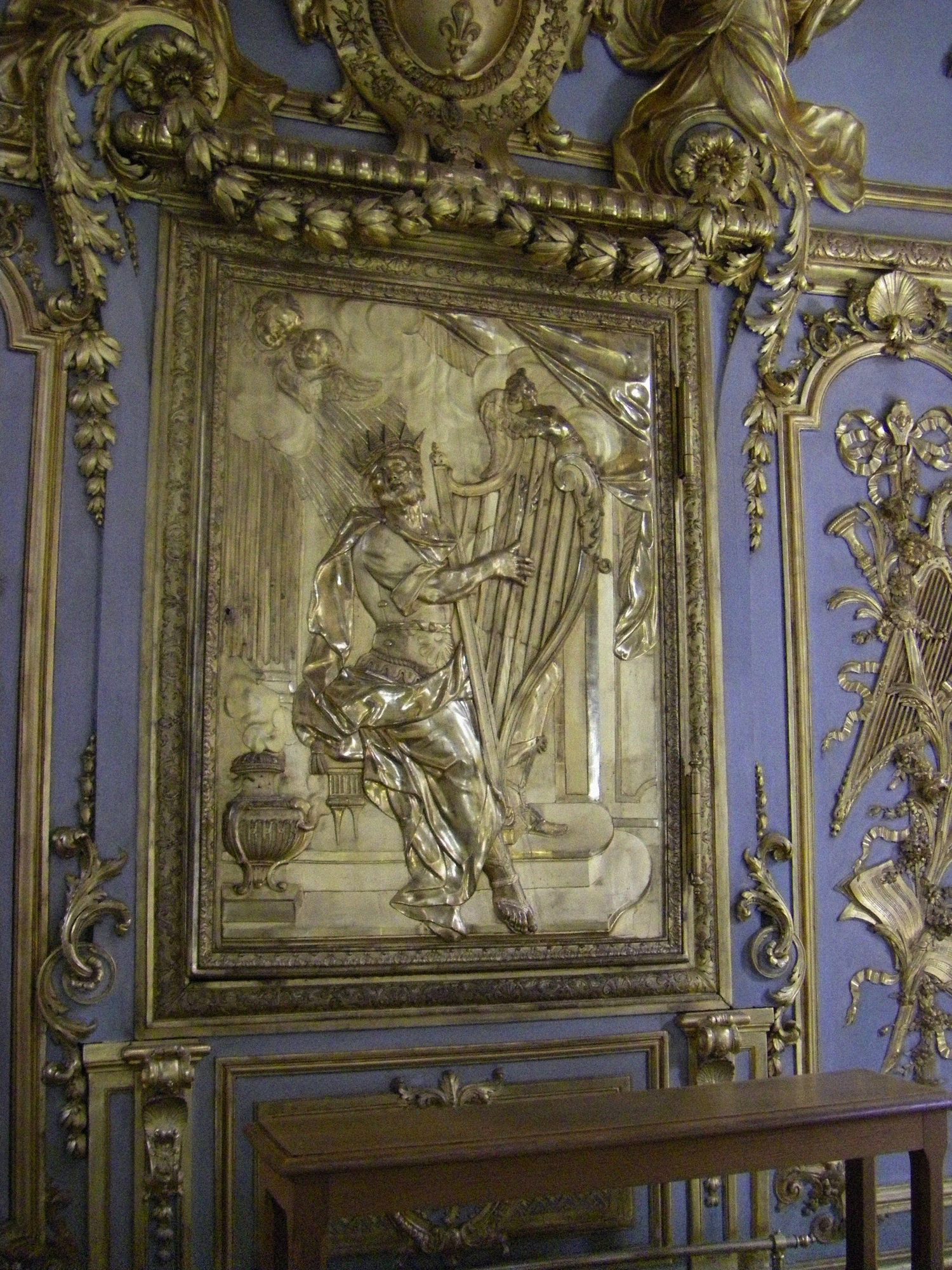

## Disposition
| I Positif C,D–d3 |             |         |
| 01.              | Montre      | 08′     |
| 02.              | Bourdon     | 08′     |
| 03.              | Prestant    | 04′     |
| 04.              | Flûte       | 04′     |
| 05.              | Nasard      | 02 ⁄3′  |
| 06.              | Doublette   | 02′     |
| 07.              | Tierce      | 01 3⁄5′ |
| 08.              | Larigot     | 01 ⁄3′  |
| 09.              | Plein jeu   | 01′     |
| 10.              | Trompette 0 | 08′     |
| 11.              | Cromorne    | 08′     |

| II Grand Orgue C,D–d3 |                |         |
| 12.                   | Bourdon        | 16′     |
| 13.                   | Montre         | 08′     |
| 14.                   | Bourdon        | 08′     |
| 15.                   | Flûte          | 08′     |
| 16.                   | Prestant       | 04′     |
| 17.                   | Tierce         | 03 1⁄5′ |
| 18.                   | Nasard         | 02 ⁄3′  |
| 19.                   | Doublette      | 02′     |
| 20.                   | Quarte         | 02′     |
| 21.                   | Tierce         | 01 3⁄5′ |
| 22.                   | Grand Cornet   | 08′     |
| 23.                   | Plein jeu      | 01 ⁄3′  |
| 24.                   | Trompette      | 08′     |
| 25.                   | Voix Humaine 0 | 08′     |
| 26.                   | Clairon        | 04′     |

| III Récit g0–d3 |            |    |
| 27.             | Cornet V   | 8′ |
| 28.             | Trompette0 | 8′ |
| 29.             | Hautbois   | 8′ |

| IV Echo g0–d3 |               |    |
| 30.           | Cornet V      | 8′ |
| 31.           | Voix Humaine0 | 8′ |

| Pédale C–f1 |            |    |
| 32.         | Flûte      | 8′ |
| 33.         | Flûte      | 4′ |
| 34.         | Trompette0 | 8′ |
| 35.         | Clairon    | 4′ |

- Koppeln: II/I, III/I, I/P
- Effektregister: Tremblant fort, Tremblant doux

## Titularorganisten
In den Jahren 1995–2010 war Michel Chapuis Titularorganist der Schlosskapelle; er wurde von der Organistin Marina Tchebourkina unterstützt.

## Diskografie
- Du Roy-Soleil à la Révolution, l’orgue de la Chapelle royale de Versailles – Marina Tchebourkina aux Grandes Orgues de la Chapelle royale du château de Versailles. – Paris : Natives / CDNAT03, 2004. EAN 13 : 3760075340032
- Louis Claude Daquin, l’œuvre intégrale pour orgue – Marina Tchebourkina aux Grandes Orgues de la Chapelle royale du château de Versailles. – Paris : Natives / CDNAT04, 2004. EAN 13 : 3760075340049
- Louis Marchand, l’œuvre intégrale pour orgue – Marina Tchebourkina aux Grandes Orgues de la Chapelle royale du château de Versailles. CD I–II. – Paris : Natives / CDNAT05, 2005. EAN 13 : 3760075340056
- François Couperin, l’œuvre intégrale pour orgue – Marina Tchebourkina aux Grandes Orgues de la Chapelle royale du château de Versailles. CD I–II. – Paris : Natives / CDNAT06, 2005. EAN 13 : 3760075340063